# رحمن بابا
رحمن بابا (و. 1632 – 1706 م) هو شاعر، وكاتب من سلطنة مغول الهند، ولد في بيشاور، توفي في بيشاور، عن عمر يناهز 74 عاماً.